# Idiarthron subquadratum
Idiarthron subquadratum är en insektsart som beskrevs av Henri Saussure och Francois Jules Pictet de la Rive 1898. Idiarthron subquadratum ingår i släktet Idiarthron och familjen vårtbitare. Inga underarter finns listade i Catalogue of Life.